# Alfred-Charles-Gaston de Béthisy
Alfred-Charles-Gaston de Béthisy est un homme politique français né le 10 mars 1815 à Paris et décédé le 7 février 1881 à Paris 7e.

## Biographie
Fils de Charles de Béthisy, marquis de Mézières, député, pair de France, lieutenant général des armées du Roi, et de Mathilde Le Vasseur de Guernonval, il est le petit-neveu d'Henri-Benoît-Jules de Béthisy de Mézières, évêque d'Uzès et député du clergé aux États-Généraux de 1789. 
Il devient pair héréditaire après être parvenu à l'âge requis, le 8 janvier 1846, et siège à la chambre des pairs jusqu'à la Révolution de février 1848.
De 1855 à 1871, il est maire de Mormant (Seine et Marne), où se trouve son château de Bressoy.
De 1867 à 1871, il est conseiller-général de Seine et Marne pour le canton de Mormant.

### Distinction
- Chevalier de la Légion d'honneur (décret du 28 juillet 1846)[2]

### Mariages et descendance

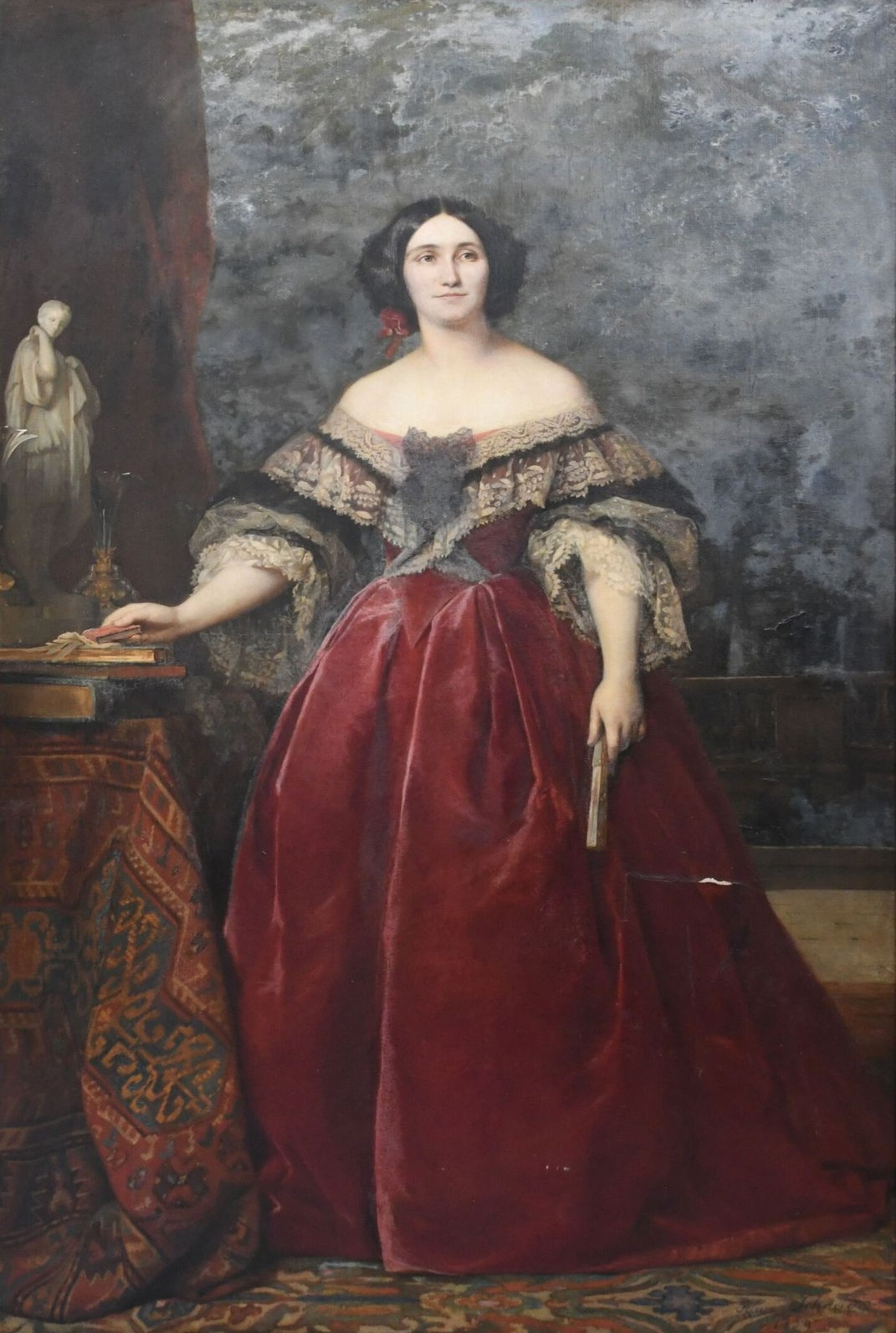
Bernardine de L'Espine, seconde épouse d'Alfred de Béthisy, portraiturée en 1859 par Félicie Schneider

Il épouse le 15 avril 1841 Louise Joséphine Isabelle de Rohan-Chabot, fille de Fernand de Rohan Chabot, 9e duc de Rohan et de Joséphine Françoise de Gontaut Biron de Saint Blancard. Elle meurt à Paris le 4 décembre 1844.
Veuf, il se remarie le 8 janvier 1846 avec Bernardine Henriette Marie  de L'Espine, fille du comte de L'Espine, et de Marie Louise Eulalie de Carjaval de San-Carlos. Elle meurt à Pau le 3 mai 1895. Il a une fille de chacun de ces deux unions :
- Anne Joséphine Mathilde de Béthisy (1844-1881), mariée en 1865 avec Charles Auguste Edouard de Coriolis de Limaye, capitaine de cavalerie, chevalier de la Légion d'honneur, mort en 1885, sans postérité ;
- Jeanne Marie Octavie de Béthisy (1846-1926), mariée en 1866 avec Henri Marie Jacques Hyacinthe Van de Werve de Schilde (en) (dont un fils Gaston Van de Werve de Schilde), puis en 1878 avec Charles Ghislain Arthur de Louvencourt. Dont postérité[3].

## Source
« Alfred-Charles-Gaston de Béthisy », dans Adolphe Robert et Gaston Cougny, Dictionnaire des parlementaires français, Edgar Bourloton, 1889-1891 [détail de l’édition]